# Blake Jones
Blake Jones (Atlanta, ...) è un attore statunitense famoso per aver recitato nel film Sully.

## Biografia
Dopo aver recitato in alcuni cortometraggi e in un episodio della serie Jake and Amir, Blake ha esordito nel mondo del cinema nel 2012 nel film L'incredibile vita di Timothy Green. In seguito ha recitato nelle serie televisive Resurrection, Drop Dead Diva e Torbidi delitti. Nel 2016 ha recitato nel film Sully diretto da Clint Eastwood.
Ha un fratello minore, Cade, anch'egli attore.

## Filmografia

### Attore

#### Cinema
- Karma's a Bitch, regia di Justin Tan – cortometraggio (2010)
- Small World, regia di Ken Feinberg – cortometraggio (2011)
- Drama Club, regia di Ken Feinberg – cortometraggio (2011)
- Superman/Batman: When Clark Met Bruce, regia di Benjamin Williams – cortometraggio (2012)
- L'incredibile vita di Timothy Green (The Odd Life of Timothy Green), regia di Peter Hedges (2012) Non accreditato
- Congratulations!, regia di Mike Brune (2013)
- Sully, regia di Clint Eastwood (2016)
- Dolci scelte (Candy Jar), regia di Ben Shelton (2018)
- Irresistibile (Irresistible), regia di Jon Stewart (2020)

#### Televisione
- Jake and Amir – serie TV, 1 episodio (2012)
- Resurrection – serie TV, 1 episodio (2014)
- Drop Dead Diva – serie TV, 1 episodio (2014)
- Torbidi delitti (Swamp Murders) – serie TV, 1 episodio (2014)
- Vice Principals – serie TV, 1 episodio (2016)

### Doppiatore
- Ruby's Studio: The Feelings Show, regia di Jason Docter e Matt Docter (2010) Uscito in home video